# Hack-Tic
Hack-Tic war ein niederländisches Hackermagazin, das nach dem Vorbild der deutschen Datenschleuder des Chaos Computer Clubs von 1989 bis 1994 in Amsterdam erschien. Zu den Gründern gehörte Rop Gonggrijp, der Internetanbieter XS4ALL ging aus Hack-Tic hervor.

## Inhalte
Die „Zeitschrift für Techno-Anarchisten“, wie sie untertitelt war, veröffentlichte Hackertricks fraglicher Legalität, etwa zum Phreaking oder zur Manipulation von Magnetstreifenkarten, und wandte sich der entstehenden Technologie des Internet zu.

## Veranstaltungen
Sie veranstaltete zwei Hackerkonferenzen, 1989 die Galactic Hacker Party und 1993 Hacking at the End of the Universe in Form eines Camps unter freiem Himmel. Auch nach der Einstellung von Hack-Tic verselbständigte sich diese Idee und führte 1997 zu Hacking In Progress, 2001 zu Hackers At Large, 2005 zu What the Hack, 2009 zu Hacking at Random, 2013 zu Observe. Hack. Make., 2017 zu Still Hacking Anyway und 2022 zu May Contain Hackers.

## Weitere Hackermagazine
- 2600-Magazin
- Bayrische Hackerpost (1984 bis 1987)
- Hakin9
- Phrack-Magazin
- TAP